# Juliette Mills
Ne doit pas être confondu avec Juliet Mills.
Pour les articles homonymes, voir Mills.
Juliette Mills est une actrice française née le 1er avril 1945 à Neuilly-sur-Seine (Seine). Elle se consacre à la peinture depuis les années 1970. Elle vit, organise des événements culturels et crée des œuvres à Villenauxe-la-Grande depuis 2006.

## Biographie

### Jeunesse
Enfant, Juliette Mills, née Moulin, étudie la danse classique à l'école de danse de l'opéra de Paris. Elle travaille avec Béatrice Dussane.
Puis elle commence des études d'art dramatique dans le but d'intégrer le conservatoire de Paris. Elle les interrompt, en 1963, lorsqu'elle décroche un contrat de 7 ans avec la société de production cinématographique 20th Century Fox. À 16 ans, elle part vivre aux États-Unis où elle  jouera dans plusieurs séries télévisées.

### Voyages
Elle revient en 1970 en Europe d'où elle part faire plusieurs voyages en Inde, au Tibet, en pèlerinage à Saint-Jacques-de-Compostelle. En 1972, elle reprend sa carrière d'actrice, tout en se lançant dans la peinture qu'elle souhaite étroitement liée à la musique. En 1973, elle remporte le Prix Salvador Dali.

### Carrière d'actrice en France
Elle joue, jusqu'au milieu des années 1980, dans une douzaine de films, notamment L'Ironie du sort d'Édouard Molinaro, Sex-shop de Claude Berri, Les Aventures de Zadig de Claude-Jean Bonnardot, Canicule d'Yves Boisset et dans plusieurs séries télévisées. Elle devient très connue du grand public grâce à ses participations aux "Jeux de 20 heures", une émission télévisée très populaire des années 70-80.

### Accident
Elle est victime d'un grave accident de voiture le 20 décembre 2001 en revenant d'un concert donné à Troyes sur invitation de François Baroin. Elle est grièvement blessée et n'est pas sûre de remarcher.

### «Seconde vie»
En 2006, elle s'installe à Villenauxe-la-Grande et y crée l'atelier-galerie de la Boule d'Or pour y donner : concerts, représentations théâtrales, expositions de peintures, de sculptures ... Des artistes de renom passent par son atelier-galerie.
En avril 2013, elle lance le spectacle Déclaration d'amour, proposant une expo et un concert, mettant en avant le quatuor Mona Lisa, au pavillon Henri-IV de Nogent-sur-Seine. En décembre 2013, son nom est donné à des logements sociaux dans cette commune. À cette occasion, elle organise un concert de musique classique rassemblant 4 grands violonistes.

## Expositions et concerts
- Papillons du Cosmos, du 6 au 28 avril 2013 à Nogent-sur-Seine. "La plasticienne installée à Villenauxe-la-Grande expose ses dernières œuvres inspirées par les signes astraux : « Papillons du Cosmos ». L’eau, la terre, l’air, le feu…"[11] C'était une des expositions clefs au programme de cette saison.
- Soirée sur le thème des déclarations d'amour, prévue le 21 novembre 2015, avec les Guitares du Prado[12].
- 1973 : Musée d'Art Moderne, New-York
- 1974 : Sam Spiegel, Grosvenor House, Londres W1.
- 1975 : Ouverture officielle Hotel Nikko, Paris (15e)
- 1976 : Mairie de Nice, Art Festival d'Eté
- 1977 : Monte-Carlo, Prince de Polignac. Collection privée.
- 1977 : Monte-Carlo :Hotel Hermitage.
- 1977 : Galerie X, rue Bonaparte, Paris (6e)
- 1978 : Tokyo, Yoshi Diffusion Paravents de l'Apocalypse
- 1981 : Carpentier, New-York
- 1984 : Galerie Drouant, Paris Faubourg Saint Honoré (8e)
- 1986 : Espace Vendôme, Place Vendôme, Paris (1er)
- 1987 : Ambassade de France, Amsterdam
- 1987 : Galerie Piet de Boer, Brueghel House
- 1987 : Palais de l'Europe, Le Touquet
- 1988 : Rue de Seine Galerie Étienne de Causans, Paris (8e)
- 1989 : Galerie Weuters, Paris (3e)
- 1990 : Musée d'Orange, Chorégies
- 1991 : Galerie Protis, Faubourg Saint-Honoré, Paris (8e)
- 1993 : Pavillon Franklin Roosevelt, Paris (8e)
- 2001 : « Amour fatal : Carmen Norma, Isolde et les autres... », le 23 novembre 2001 au Théâtre de la Madeleine de Troyes. Co-production de Juliette Mills avec la Maison du Boulanger[3]
- 2002 : IVe édition du festival de musique classique, Bethon (Marne) [6] avec son association Estreilha [13]
- 2007 : Saison culturelle de Nogent-sur-Seine. Opéra Piano Peinture "Amour toujours", avec Klara Sordas (cantatrice mezzo-soprano) et Ardienne Krausz (pianiste concertise).
- 2009 : Nouvel Opéra Piano Peinture «L'Amour Fou», Grand Théâtre de Nogent-sur-Seine.
- 2014 : Soirée "à la George Sand" avec Adrienne Krausz au piano[14].
- 2015 : Deux concerts avec les Guitares du Prado, Galerie Atelier Boule d'or, Villenauxe-la-Grande, Aube[15].

## Filmographie

### Cinéma
- 1965 : La Grosse Caisse d'Alex Joffé : la standardiste des éditions Ganimart
- 1965 : Les Bons Vivants de Georges Lautner : l'infirmière (sketch Les Bons Vivants)
- 1967 : Vivre la nuit de Marcel Camus
- 1970 : Station-service de Gérard Calderon (court métrage 12 min)
- 1972 : Sex-shop de Claude Berri : l'auteur)
- 1972 : Les Portes de feu de Claude Bernard-Aubert : Lili
- 1972 : Les Galets d'Étretat de Sergio Gobbi : Florence
- 1973 : Prenez garde aux moroses de Paul Vecchiali : elle-même
- 1973 : La Révélation d'Alain Lavalle : Gisèle
- 1974 : Les murs ont des oreilles de Jean Girault : Liliane Robillard
- 1974 : L'Ironie du sort d'Édouard Molinaro : Micheline
- 1975 : L'Intrépide de Jean Girault : Lydia
- 1976 : El segundo poder de José-Maria Forque
- 1977 : Le mille-pattes fait des claquettes de Jean Girault : Lorette, la patronne de l'auberge
- 1978 : Flic ou Voyou de Georges Lautner : Mme Bertrand
- 1981 : Le Guépiot de Joska Pilissy : la supérieure
- 1984 : Canicule d'Yves Boisset : Maggy

### Télévision
- 1966 : Le Chevalier des Touches de Claude-Jean Bonnardot : Aimée de Spens
- 1967 : Lucide Lucile de Jean-Paul Sassy : Lucile
- 1967 : L'Invention de Morel de Claude-Jean Bonnardot : Faustine
- 1967 : Le Bal de famille de Claude Deflandre : Isabelle
- 1968 : Le Tribunal de l'impossible (épisode Qui hantait le presbytère de Borley ?) d'Alain Boudet : Marianne Foyster
- 1969 : Le comte Yoster a bien l'honneur : Esther
- 1970 : La Maison des bois (mini-série) de Maurice Pialat : une amie de Paul
- 1970 : Les Gens de Mogador (série) de Robert Mazoyer : Laure Cabanis
- 1970 : Allô Police (épisode Retour à l'envoyeur) de Daniel Lecomte
- 1970 : Les Aventures de Zadig de Claude-Jean Bonnardot : Almona
- 1971 : Mon seul amour (série) de Robert Guez : Isabelle
- 1971 : Arsène Lupin (épisode Une femme contre Arsène Lupin) de Tony Flaadt : Maria Bonatti
- 1972 : Pot-Bouille (série) d'Yves-André Hubert : Valérie
- 1973 : Les Braises de décembre de Lazare Iglésis : la comtesse Sabine
- 1973 : Prenez garde aux moroses de Paul Vecchiali : elle-même
- 1974 : Léo Burckart et les Étudiants de Jeannette Hubert : Diana
- 1975 : Au théâtre ce soir : La Nuit du 16 janvier d'Ayn Rand, mise en scène André Villiers, réalisation Pierre Sabbagh, Théâtre Édouard VII : Karen
- 1978 : Histoires insolites (épisode Le Locataire d'en haut) de Gilles Grangier : Anne Debruisne
- 1979-1983 : Cinéma 16 : 4 téléfilms :
  - 1983 - Microbidon de André Halimi
  - 1981 - Tout est à vendre ? de Jean Streff
  - 1981 - Un paquebot dans la tête de Philippe Condroyer
  - 1979 - Le Dernier mélodrame de Georges Franju
- 1980 : Papa Poule (série) de Roger Kahane : Charlotte
- 1982 : Pauvre Éros de Georges Régnier : Irène
- 1983 : Et la vie continue (E la vita continua), téléfilm de Dino Risi : Solange
- 1985 : Brigade verte (épisode L'Estampille) de Michael Braun et Mario Caiano

Juliette Mills participe également aux Jeux de 20 heures.

## Tableaux
- 1973 : Folie romantique wagnérienne lui permet de remporter le Prix Salvador Dali à New York[16].
- 1986 : La Déferlante de l'Apocalypse, huile sur toile - hauteur 161 cm, largeur 129 cm - propriété de la société d'investissement Axa[17].
- Christ de Verdi, peinture aux couleurs chaudes qu'elle réalise à la suite de son accident de voiture[18].

## Distinctions
- Chevalier de l'ordre national du Mérite le 2 mai 2017[19]